# Камен (Добричская область)
Камен (болг. Камен) — село в Болгарии. Находится в Добричской области, входит в общину Добричка. Население составляет 160 человек.

## Политическая ситуация
В местном кметстве Камен, в состав которого входит Камен, должность кмета (старосты) исполняет Митю Димитров Тодоров (Болгарская социалистическая партия (БСП)) по результатам выборов правления кметства.
Кмет (мэр) общины Добричка — Петко Йорданов Петков (Болгарская социалистическая партия) по результатам выборов в правление общины.